# Buhy
Buhy egy község Franciaországban. Lakosainak száma 327 fő (2022. január 1.).

## Történelme
Buhy-ról először a 19. századból maradtak fenn adatok, ekkor már iparilag aktív település volt: 1920-ban területén, egy La Naie nevű helyen papírgyár működött, amely csomagolópapírt gyártott. 1822-ben szintén volt egy gyár ( "manufaktúra" vagy "fűrészmalom" néven ismert), amely Régnier úr tulajdonában állt, és több tucat embert foglalkoztatott, köztük gyerekeket is. Mivel az itteni Cudron nevű patak mozgatóereje nem volt elegendő, a gyárat gőzgéppel szerelték fel. 1825-ben a Cudron vizét Saint Clair városában szennyezettnek és állatok számára fogyasztásra alkalmatlannak minősítették. A gyárat 1845-ben fűrészüzemmé alakították át, amely kocsiszíjakat és székeket gyártott, majd 1852-ben pamutüzemmé. 
A fűrészmalom 1879-ben leégett, és miután helyreállították, vasúti talpfák gyártására specializálódott Portugália számára. 1893-ban a fűrészüzemet eladták Léon de Montgolfier-nek, aki székeket kezdett itt gyártani.
190-1930 között a létesítményeket az Ador vállalat használta, amely a második világháború kezdetéig takarmányt gyártott itt.

## Földrajza
Buhy Parnes, La Chapelle-en-Vexin, Montreuil-sur-Epte és Saint-Clair-sur-Epte községekkel határos.

## Látnivalók
- Saint-Saturnin templom - Az egykori, 11. századi templomát a 15. században átalakítottak, 1879-ben különösebb stílus nélkül építették újjá, hatalmas, négyzetes, nyeregtetős, palatetővel fedett harangtoronnyal. A harangon az adományozó, Joséphine keresztneve olvasható. Belül számos polikróm szobor található, valamint egy festmény, amely a rózsafüzérrel ábrázolja a Szűzanyát (Murillo másolata, amelyet Palmyre Hurtel festett 1858-ban). A tömör mészkő keresztelőmedence a régi templom utolsó maradványa. Körülbelül 1200-ból származik, szőlőlevelekkel, szőlőfürtökkel, virágokkal és tölgyfalevelekkel díszített (2000 márciusában tárgyi emlékként szerepelt). A kórusban lévő triptichon ólomüvegablakok 1945-ben készültek egy adománynak köszönhetően.

- Buhy-tanya - Gazdasági épületei részben a középkori vár melléképületeinek (kovácsműhely, tyúkól, lábfürdő) alapjaira épültek. A tornyokat tartalmazó hosszú épület az egykori reneszánsz lakóház, amelynek elsötétített ablakai ma is láthatók. A korabeli ritka ikonográfiai dokumentumok lehetővé teszik Philippe Duplessis-Mornay egykori kastélya és a mai parasztház összehasonlítását. A parkfal, egy keltezett műemlék kapu és a Buhy-tanya kapuja a község jellegzetes együttesét alkotják.

- Bástya - A bástya a Párizs-Rouen út (RD 14) forgalmának ellenőrzésére szolgáló erődítmény maradványa. Ez a közlekedési útvonal a Chaussée Jules Césarral párhuzamosan halad, és ez az egyetlen ma is használt szakasza (Saint-Clair-sur-Epte-től Saint-Gervais külvárosáig).

- Mosóházak - Egy mosóház Buhyban, rue de la Source, és egy másik mosóház Buchet-ben a Cudronon (Cuderon), a moulin de la Bonde malom folyójánál található.

- Buchet kútja - A falu központjában található. Ez egy Dragor vödrös szivattyú, amelyet széles körben használtak Vexinben, és amely a szomszédos La Chapelle-en-Vexin faluban és Théméricourt-ban is látható.

- Kálvária (Buchet-ben) - Kagylós mészkőből készült, masszív, oszlopokkal meghosszabbított talapzattal, amelynek tetején ma egy öntöttvas feszület áll. Valószínűleg egy útmenti kereszt volt, amelyet a forradalom alatt leromboltak.

## Testvértelepülések

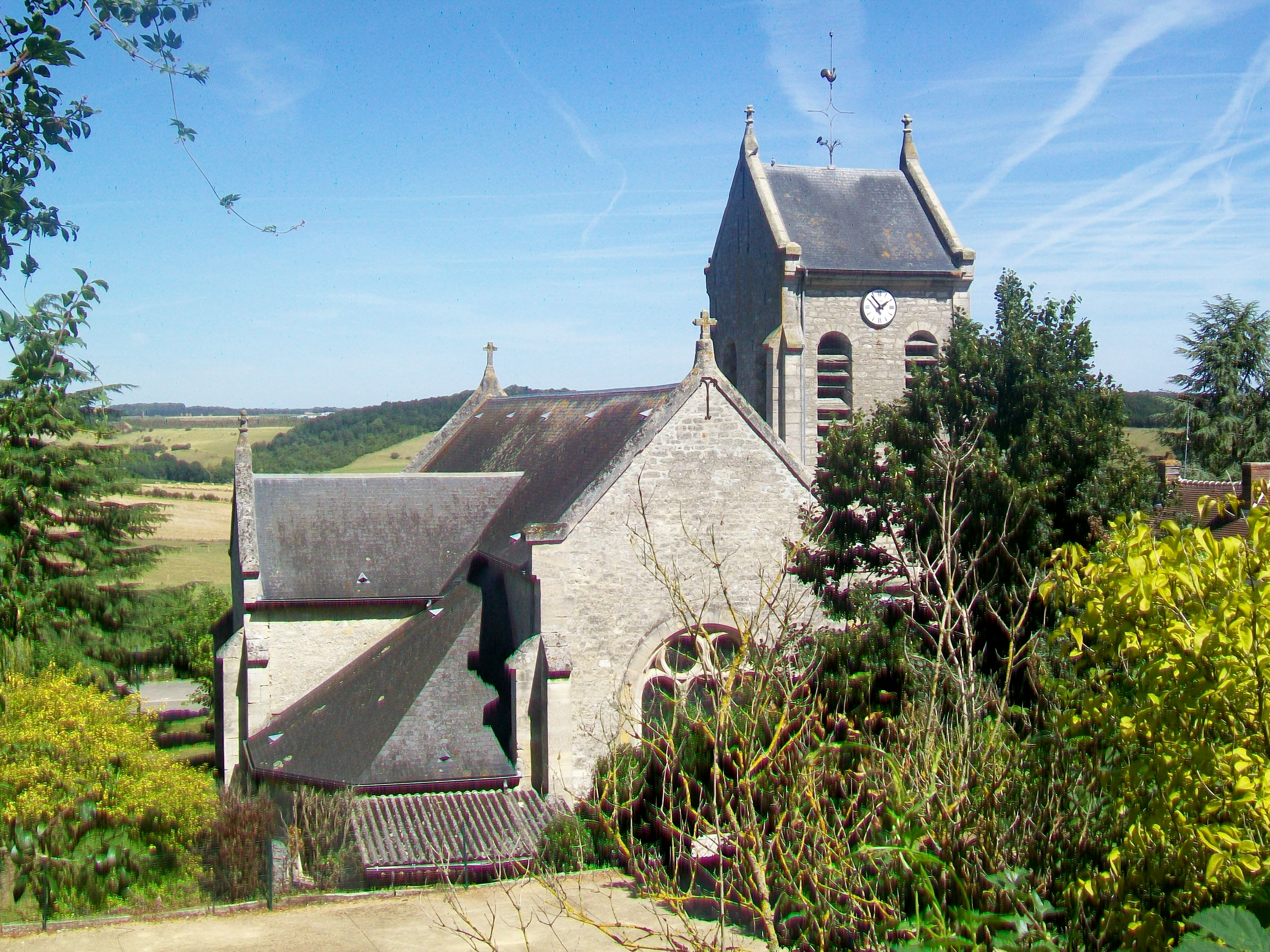
St. Saturnin templom

## Források

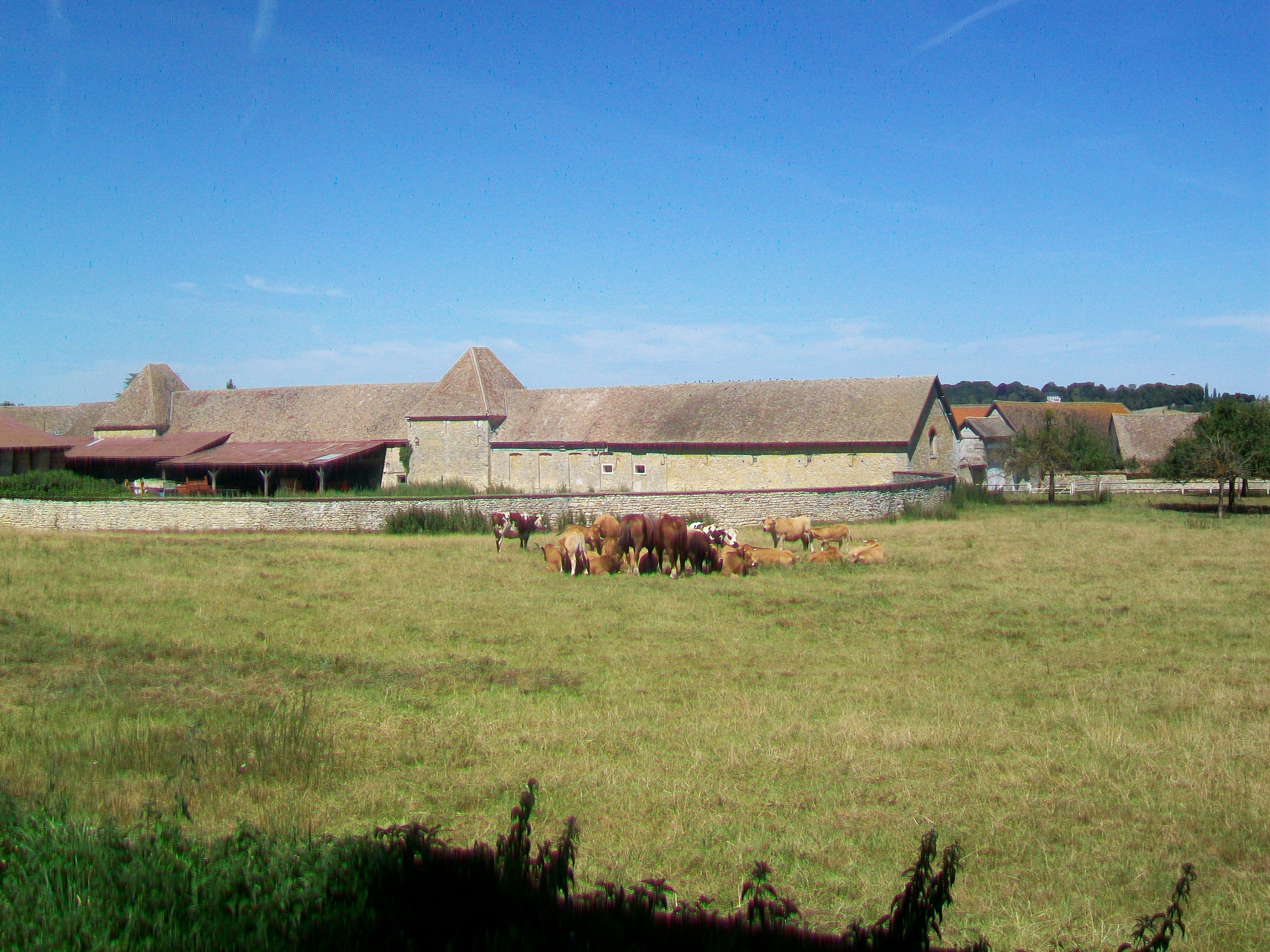
Buhy tanya

## Itt születtek, itt éltek
- Pierre Du Moulin (1568-1658) - francia protestáns teológus itt született.

- Philippe Duplessis-Mornay (1549 -1623) - Buhy (vagy Buy) ura, Buhyban született, protestáns teológus, író, tehetséges poliglott és államférfi.